# Castello di Bruck
Il castello di Bruck (in tedesco Schloss Bruck) è un castello medievale che si trova a Lienz, città austriaca nel distretto di Lienz in Tirolo.
Costruito nel XIII secolo e un tempo centro politico e residenza dei conti di Gorizia, oggi è un poliedrico museo. Rappresentano momenti culminanti della visita al castello la cappella a due piani, con gli affreschi tardo-gotici di Simon von Teisten, e la romanica Sala dei Cavalieri, con il soffitto a capriate dipinto in parte ancora originale.
Ospita il Museo civico (Museum der Stadt Lienz) su una superficie di oltre 1000 m², nel quale vengono realizzate mostre contemporanee annuali ed esposizioni delle opere di artisti contemporanei. Nell'area delle carceri del castello, si trova l'esposizione "creature della notte" dedicata alle quindici specie di pipistrelli che trovano il loro habitat naturale nelle vicinanze del castello.